# Corgoň liga 2005/06
Die Corgoň liga 2005/06 war die 13. Spielzeit der höchsten slowakischen Spielklasse im Fußball der Männer. Die Saison begann am 16. Juli 2005 und endete am 31. Mai 2006. Titelverteidiger war FC Artmedia Bratislava.

## Modus
Zehn Vereine spielten viermal gegeneinander, zweimal zu Hause und zweimal auswärts. Jedes Team absolvierte 36 Spiele. Meister wurde zum ersten Mal der MFK Ružomberok. Der Verein sicherte die Meisterschaft am vorletzten Spieltag mit einem 5:0 gegen FK Dukla Banská Bystrica. Konkurrent FC Artmedia Bratislava verlor hingegen mit 3:1 gegen den FK AS Trenčín. Abgestiegen war in dieser Saison der FK Matador Púchov.

## Mannschaften
| Verein                 | Stadt             | Stadion                           | Kapazität |
| ---------------------- | ----------------- | --------------------------------- | --------- |
| FK Inter Bratislava    | Bratislava        | Štadión Pasienky                  | 13.000    |
| FC Artmedia Bratislava | Bratislava        | Štadión Petržalka                 | 07.100    |
| MFK Ružomberok         | Ružomberok        | Štadión MFK Ružomberok            | 04.876    |
| Dukla Banská Bystrica  | Banská Bystrica   | Štadión SNP                       | 09.881    |
| FK ZTS Dubnica         | Dubnica nad Váhom | Mestský štadión Dubnica nad Váhom | 05.450    |
| FC Nitra               | Nitra             | Štadión pod Zoborom               | 11.834    |
| FK AS Trenčín          | Trenčín           | Štadión na Sihoti                 | 04.300    |
| Spartak Trnava         | Trnava            | City Arena                        | 19.200    |
| ŠK Matador Púchov      | Púchov            | Mestský štadión Púchov            | 06.000    |
| MŠK Žilina             | Žilina            | Štadión pod Dubňom                | 11.200    |

## Abschlusstabelle
| Pl. | Verein                     | Sp. | S  | U  | N  | Tore    | Diff. | Punkte |
| --- | -------------------------- | --- | -- | -- | -- | ------- | ----- | ------ |
| 1.  | MFK Ružomberok             | 36  | 26 | 2  | 8  | 065:280 | +37   | 80     |
| 2.  | FC Artmedia Bratislava (M) | 36  | 23 | 5  | 8  | 058:330 | +25   | 74     |
| 3.  | FC Spartak Trnava          | 36  | 21 | 5  | 10 | 057:310 | +26   | 68     |
| 4.  | MŠK Žilina                 | 36  | 18 | 6  | 12 | 069:440 | +25   | 60     |
| 5.  | FC Nitra (N)               | 36  | 12 | 9  | 15 | 042:480 | −6    | 45     |
| 6.  | Dukla Banská Bystrica (P)  | 36  | 12 | 6  | 18 | 037:420 | −5    | 42     |
| 7.  | FK AS Trenčín              | 36  | 11 | 9  | 16 | 031:490 | −18   | 42     |
| 8.  | FK ZTS Dubnica             | 36  | 10 | 10 | 16 | 041:550 | −14   | 40     |
| 9.  | FK Inter Bratislava        | 36  | 7  | 9  | 20 | 027:620 | −35   | 30     |
| 10. | ŠK Matador Púchov          | 36  | 7  | 5  | 24 | 029:640 | −35   | 26     |

Platzierungskriterien: 1. Punkte – 2. Tordifferenz – 3. geschossene Tore

| (M) | amtierender slowakischer Meister     |
| (P) | amtierender slowakischer Pokalsieger |
| (N) | Aufsteiger aus der 2. Liga           |

## Kreuztabelle
| Hinrunde (Spieltag 1–18) | Hinrunde (Spieltag 1–18) | Hinrunde (Spieltag 1–18) | Hinrunde (Spieltag 1–18) | Hinrunde (Spieltag 1–18) | Hinrunde (Spieltag 1–18) | Hinrunde (Spieltag 1–18) | Hinrunde (Spieltag 1–18) | Hinrunde (Spieltag 1–18) | Hinrunde (Spieltag 1–18) | 2005/06                  | Rückrunde (Spieltag 19–36) | Rückrunde (Spieltag 19–36) | Rückrunde (Spieltag 19–36) | Rückrunde (Spieltag 19–36) | Rückrunde (Spieltag 19–36) | Rückrunde (Spieltag 19–36) | Rückrunde (Spieltag 19–36) | Rückrunde (Spieltag 19–36) | Rückrunde (Spieltag 19–36) | Rückrunde (Spieltag 19–36) |
| ------------------------ | ------------------------ | ------------------------ | ------------------------ | ------------------------ | ------------------------ | ------------------------ | ------------------------ | ------------------------ | ------------------------ | ------------------------ | -------------------------- | -------------------------- | -------------------------- | -------------------------- | -------------------------- | -------------------------- | -------------------------- | -------------------------- | -------------------------- | -------------------------- |
| MFK Ružomberok           | FC Artmedia Bratislava   | FC Spartak Trnava        | MŠK Žilina               | NIT                      | BAN                      | FK AS Trenčín            | MFK Dubnica              | FK Inter Bratislava      | FK Matador Púchov        | Verein                   | MFK Ružomberok             | FC Artmedia Bratislava     | FC Spartak Trnava          | MŠK Žilina                 | NIT                        | BAN                        | FK AS Trenčín              | MFK Dubnica                | FK Inter Bratislava        | FK Matador Púchov          |
|                          | 1:0                      | 4:1                      | 2:0                      | 2:0                      | 2:0                      | 1:0                      | 1:0                      | 1:2                      | 3:1                      | MFK Ružomberok           |                            | 3:0                        | 2:1                        | 2:1                        | 2:0                        | 1:0                        | 3:0                        | 3:1                        | 3:1                        | 3:1                        |
| 2:1                      |                          | 0:2                      | 1:1                      | 1:1                      | 2:0                      | 3:0                      | 2:2                      | 7:1                      | 2:0                      | FC Artmedia Bratislava   | 2:0                        |                            | 2:1                        | 1:2                        | 2:0                        | 1:0                        | 3:1                        | 3:2                        | 1:0                        | 1:0                        |
| 2:0                      | 1:3                      |                          | 4:1                      | 2:0                      | 1:0                      | 1:0                      | 2:1                      | 3:0                      | 4:0                      | FC Spartak Trnava        | 2:1                        | 1:0                        |                            | 2:1                        | 0:1                        | 1:1                        | 3:0                        | 4:1                        | 0:0                        | 1:0                        |
| 0:1                      | 1:2                      | 1:0                      |                          | 2:5                      | 2:0                      | 1:2                      | 3:0                      | 5:2                      | 1:2                      | MŠK Žilina               | 1:2                        | 0:1                        | 2:1                        |                            | 2:1                        | 2:0                        | 5:0                        | 0:0                        | 1:1                        | 3:1                        |
| 2:2                      | 1:0                      | 3:1                      | 0:2                      |                          | 0:3                      | 3:1                      | 0:0                      | 2:0                      | 3:1                      | FC Nitra                 | 2:3                        | 0:2                        | 1:1                        | 2:2                        |                            | 2:1                        | 3:0                        | 2:2                        | 1:0                        | 1:1                        |
| 0:2                      | 3:0                      | 0:1                      | 0:4                      | 2:0                      |                          | 2:0                      | 4:1                      | 1:0                      | 3:1                      | FK Dukla Banská Bystrica | 0:5                        | 0:0                        | 1:2                        | 2:2                        | 2:0                        |                            | 0:1                        | 2:3                        | 3:0 1                      | 2:0                        |
| 1:0                      | 1:1                      | 0:0                      | 0:1                      | 2:1                      | 2:1                      |                          | 2:0                      | 2:0                      | 1:1                      | FK AS Trenčín            | 1:0                        | 3:1                        | 1:0                        | 2:1                        | 1:1                        | 0:0                        |                            | 1:2                        | 1:2                        | 1:3                        |
| 3:0                      | 0:2                      | 0:3                      | 2:4                      | 0:1                      | 1:0                      | 1:1                      |                          | 1:1                      | 1:1                      | MFK Dubnica              | 1:1                        | 0:1                        | 0:2                        | 1:4                        | 2:1                        | 0:0                        | 1:1                        |                            | 2:1                        | 0:1                        |
| 0:3                      | 1:2                      | 1:0                      | 0:4                      | 1:2                      | 2:0                      | 0:0                      | 0:3                      |                          | 1:1                      | FK Inter Bratislava      | 0:1                        | 1:2                        | 2:2                        | 1:1                        | 2:0                        | 1:1                        | 0:0                        | 0:2                        |                            | 2:1                        |
| 0:2                      | 1:2                      | 1:3                      | 1:5                      | 0:0                      | 0:1                      | 2:1                      | 0:2                      | 3:0                      |                          | FK Matador Púchov        | 0:2                        | 1:3                        | 0:2                        | 0:1                        | 1:0                        | 0:2                        | 2:1                        | 1:3                        | 0:1                        |                            |

## Torschützenliste
| Pl. | Nat.       | Spieler          | Verein                   | Tore |
| --- | ---------- | ---------------- | ------------------------ | ---- |
| 1   | Slowakei   | Róbert Rák       | FC Nitra                 | 21   |
| 1   | Slowakei   | Erik Jendrišek   | MFK Ružomberok           | 21   |
| 3   | Slowakei   | Róbert Semeník   | FK Dukla Banská Bystrica | 18   |
| 4   | Tschechien | Jan Nezmar       | MFK Ružomberok           | 17   |
| 4   | Slowakei   | Stanislav Šesták | MŠK Žilina               | 17   |